# Julius von Groß
Pour les articles homonymes, voir Gross.
Karl Julius von Groß (né le 21 novembre 1812 à Darkehmen et mort le 18 septembre 1881 à Berlin) est un général d'infanterie prussien.

## Biographie

### Origine
Karl Julius est le fils de Karl Ludwig Friedrich von Groß (né le 15 mars 1785 à Friedrichshof et mort le 10 novembre 1842 à Tapiau) et sa femme Julie Friederike, née von Schwarzhoff. Son père est capitaine et commandant du 2e département de la 1re compagnie d'invalides.
En raison de l'union du nom et des armoiries prussiens avec la famille von Schwarzhoff, il porte le nom de von Groß genannt von Schwarzhoff à partir du 6 février 1835.

### Carrière militaire
Groß étudie au lycée de la vieille ville de Königsberg, puis dans les écoles des cadets de Kulm et de Berlin. Le 13 août 1830, Groß est nommé sous-lieutenant et transféré au 5e régiment de grenadiers de l'armée prussienne. Du 20 octobre 1833 au 20 mai 1836, il étudie à l'école générale de Guerre. Dans la suite de sa carrière militaire, Groß prend en charge le 2e régiment de grenadiers en mai 1860 et est promu colonel à ce poste le 18 octobre 1861. À partir du 18 avril 1865, Groß commande la 13e brigade d'infanterie et devient major général deux mois plus tard.
En 1866, Groß participe à la guerre contre l'Autriche en Bohême. Il est impliqué dans la bataille de Münchengrätz, la bataille de Sadowa et la bataille de Blumenau et est décoré de l'ordre Pour le Mérite le 18 septembre 1866. Après l'accord de paix, il est envoyé à Hanovre, où il organise la Landwehr.
Lorsque la guerre franco-prussienne éclate en juillet 1870, Groß devient lieutenant général et commandant de la 7e division d'infanterie avec laquelle il capture 28 canons et fait 1 500 prisonniers à la bataille de Beaumont. Il repousse plus tard les attaques ennemies à plusieurs reprises au large de Paris.
Entre le 27 mars 1873 et le 17 octobre 1881, Groß est le général commandant du 3e corps d'armée à Berlin, en 1875, il est nommé général d'infanterie.

### Honneurs
Groß est depuis le 20 Septembre 1876 chef du 5e régiment de grenadiers. Il est aussi entre autres grand-Croix de l'Ordre de l'Aigle rouge avec des feuilles de chêne et des épées sur l'anneau, de l'Ordre Alexandre Nevski et chevalier de l'Ordre de l'Aigle noir. Après sa mort, l'empereur Guillaume II ordonne le 29 août 1882, que la nouvelle forteresse située à Altemheimer Hof au sud de Strasbourg doit porter le nom de Fort Schwarzhoff.

### Famille
Groß épouse le 21 septembre 1842 à Labuhn, Berta Maria Wilhelmine von Lettow (née le 7 avril 1821 à Torgau et morte le 2 février 1910 à Berlin). Les enfants suivants sont nés du mariage :
- Hedwige Maria Julie (née le 22 septembre 1843 à Dantzig)
- Jules Karl (né le 7 septembre 1850 à Magdebourg et mort le 16 avril 1901 à Pékin), général de division prussien et chef d'état-major général du haut commandement de l'armée en Asie de l'Est (de)
- Alice Maria Anna (née le 22 novembre 1857 à Düsseldorf) marié avec Benno von Wedel, colonel prussien